# Kulbeckia kulbecke
Kulbeckia kulbecke es una especie de pequeños mamíferos prehistóricos . Es la única especie del género monotípico Kulbeckia, dentro de la familia Zalambdalestidae. 
K. kulbecke  vivió en lo que actualmente es Uzbekistán y Tayikistán durante el cretácico superior. Se han encontrado huesos en la formación Bissekty y la formación Aitym, y su holotipo es un diente molar M1 aislado
En 1997, cuatro años después de que Lev Nessov describiese la especie, se encontraron evidencias que sugieren que K. kulbecke es el miembro principal de la familia Zalambdalestidae.
Una vez que se descubrieron las similitudes con los zalambdaléstidos, Kulbeckia, originalmente clasificada dentro de su propia familia monotípica Kulbeckiidae, fue reclasificada por Archibald, Averianov y Ekdale, dentro de la familia Zalambdalestidae.
En comparación con los zalambdaléstidos más modernos, K. kulbecke era de pequeño tamaño. También tenía cuatro incisivos en lugar de tres y el diastema era pequeño o ausente.